# Hovdenuten
Der Hovdenuten (norwegisch für Hügelspitze) ist ein Berg im ostantarktischen Königin-Maud-Land. Im Wohlthatmassiv ist er der südlichste Gipfel des Betechtingebirges, des südlichen Arms des Alexander-von-Humboldt-Gebirges.
Wissenschaftler des Norwegischen Polarinstituts benannten ihn 1968.